# Albanska rivijera
Albanska rivijera (albanski: Riviera shqiptare/Bregu) je obalno područje u Vlorskom okrugu uz Jonsko more podno planina Ceraunia u južnoj Albaniji. Albansku rivijeru ne treba miješati s cijelom albanskom obalom koja uključuje i rivijeru ali i uglavnom ravnu obalu središnje i sjeverne Albanije. Tradicionalno regija počinje južno od Nacionalnog parka Llogara, nastavlja se uz obalu kroz sela Borsh, Himara, Qeparo, Piqeras i završava u Lukovu.
Regija je postala poznata izvan Albanije nakon rekonstrukcije obalne ceste SH8 2009. godine, zatim nastupa DJ Tiesta u Dhërmi 2010., te snimanja epizode serije Top Gear u kojoj automobili voze obalnom cestom.
Rivijera je poznata po noćnom životu, ekoturizmu i elitnim odredištima u Albaniji. Ima tradicionalna mediteranska sela, stare dvorci, pravoslavne crkve, osamljene plaže, tirkizno more, planinske prijevoje, morske uvale, rijeke, podvodnu faunu, špilje te poljoprivredne plodove kao što su naranče, limuni i maslinike.
Svjetska banka i druge institucije financiraju lokalne infrastrukturne projekate, uključujući obnovu krovova i fasada tradicijskih kuća s pogledom na rivijeru, redizajn gradskih trgova, izgradnju vodoopskrbne i kanalizacijske mreže. Cijelom obalom Albanije preko 476 km upravlja Nacionalna obalna agencija.
Na rivijeri se održava nekoliko međunarodnih glazbenih festivala kao što su Soundwave Albania i Turtle Fest.

## Vanjske poveznice
- Službeni turistički portal Himare
- Albanian-Riviera.net
- AKB - Nacionalna obalna agencija Albanije  Arhivirana inačica izvorne stranice od 3. veljače 2015. (Wayback Machine)